# Corymbitodes lobatus
Corymbitodes lobatus is een keversoort uit de familie kniptorren (Elateridae). De wetenschappelijke naam van de soort is voor het eerst geldig gepubliceerd in 1822 door Eschscholtz.